# 关西世家
关西世家位于浙江省衢州市龙游县志棠乡杨家村，距离龙游县城约30公里。建筑建于明万历年间，面南向，前后两进，设戏台。一进为门厅，前设门楼，重檐歇山顶，制作工艺精湛，气势威严壮观。一进与二进天井两侧设过廊。二进为正厅，梁架为九檩，东侧山墙上嵌有一石碑，记载了建房经历、年代及周边环境等情况。山墙梁架为砖制，具有龙游县明代建筑的典型特色，是地方特色鲜明的祠堂建筑。2005年3月16日列入浙江省文物保护单位，2013年5月列入第七批全国重点文物保护单位。